# Zmarzłe Spady

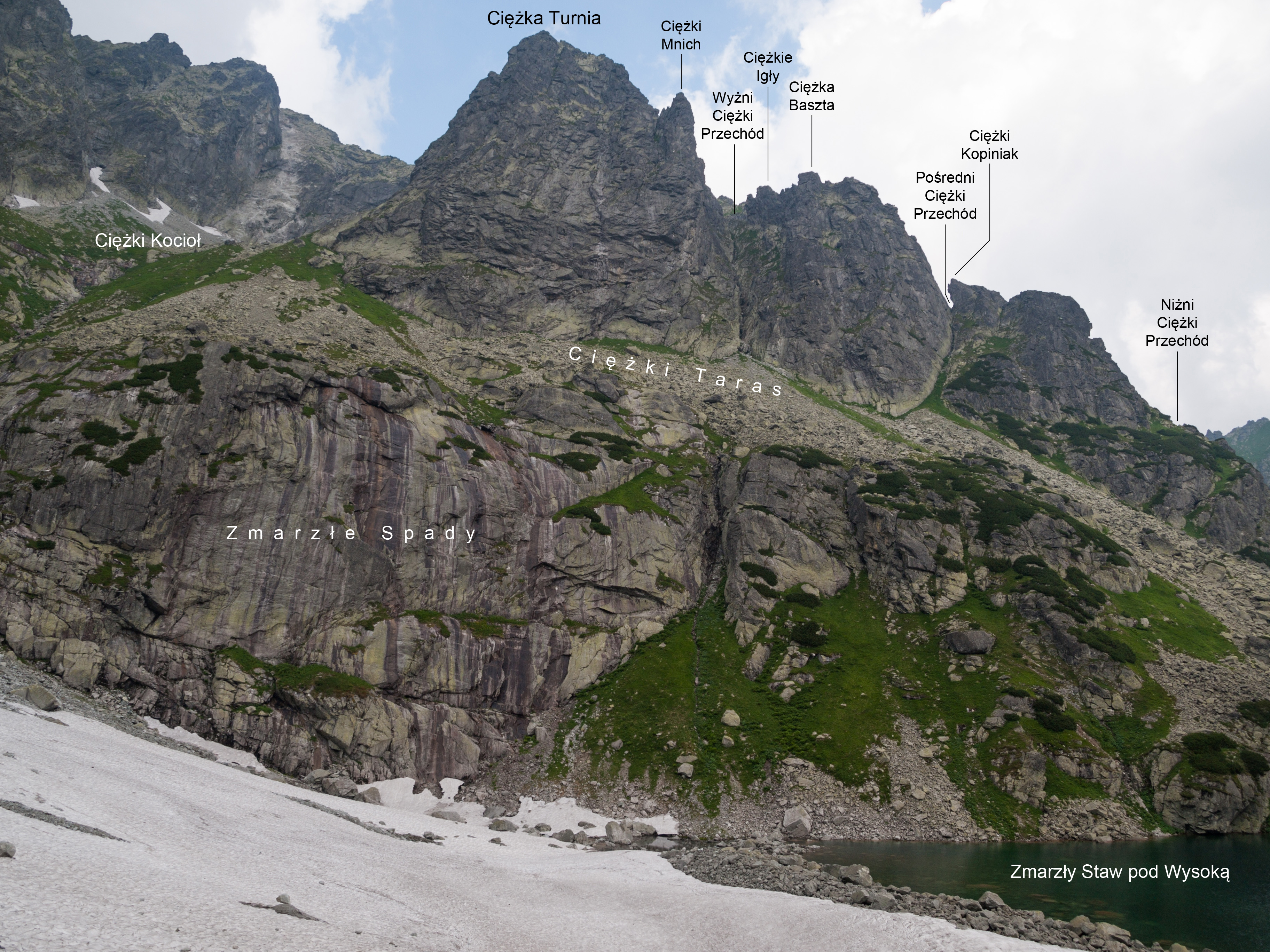
Widok od południowej strony

Zmarzłe Spady – zbudowana z wielkich i gładkich płyt ściana w progu jakim Ciężki Kocioł w Dolinie Ciężkiej w słowackich Tatrach Wysokich opada do Zmarzłego Kotła. Są prawie pionowe i wygładzone przez lodowiec, a ich wysokość dochodzi do 80 m. Po lewej stronie (patrząc od dołu) Zmarzłe Spady ograniczone są depresją opadającą z Ciężkiego Kotła. Powyżej Zmarzłych Spadów znajduje się Ciężki Taras – strome zbocze z wielkimi głazami, częściowo trawiaste, częściowo porośnięte kosodrzewiną.
Autorem nazwy jest Władysław Cywiński. W gwarze podhalańskiej i w taternictwie spadami nazywa się strome miejsca, urwisty fragment terenu górskiego, a najczęściej – skalne progi w żlebach lub w dolinach.